# لويزا فرناندا جاريدو
لويزا فرناندا جاريدو (بالإسبانية: Luisa Fernanda Garrido Ramos) هي مترجمة إسبانية ولدت في مدريد عام 1959. حاصلة على بكالوريوس في الجغرافيا والتاريخ من جامعة مدريد المستقلة، في 2005 حصلت على جائزة الترجمة الوطنية لترجمتها كتاب El kapo للكاتب ألكسندر تيشما.